# Glyphicnemis atrata
Glyphicnemis atrata är en stekelart som först beskrevs av Gabriel Strobl 1901.  Glyphicnemis atrata ingår i släktet Glyphicnemis och familjen brokparasitsteklar. Inga underarter finns listade i Catalogue of Life.